# 奥莱瓦诺-迪洛梅利纳
奥莱瓦诺-迪洛梅利纳（義大利語：Olevano di Lomellina），是意大利帕维亚省的一个市镇。总面积15.42平方公里，人口814人，人口密度52.8人/平方公里（2009年）。国家统计（ISTAT）代码为018104。